# V368 Большой Медведицы
V368 Большой Медведицы (лат. V368 Ursae Majoris) — одиночная переменная звезда в созвездии Большой Медведицы на расстоянии (вычисленном из значения параллакса) приблизительно 3620000 световых лет (около 1111000 парсеков) от Солнца. Видимая звёздная величина звезды — от +13,2m до +10,4m.

## Характеристики
V368 Большой Медведицы — пульсирующая переменная звезда, мирида (M).